# Fiesta (álbum de Fiskales Ad-Hok)
Fiesta es el tercer disco de estudio de la banda chilena Fiskales Ad-Hok, lanzado en 1998, bajo la nueva C.F.A. (Corporación Fonográfica Autónoma), disquera independiente creada por los mismos Fiskales Ad-Hok.
En abril de 2008, la edición chilena de la revista Rolling Stone situó a este álbum como el 42.º mejor disco chileno de todos los tiempos.

## Canciones
1. Caldo E`Caeza
2. Campanitas
3. Fiesta
4. Odio
5. Tan Fácil
6. Gracias
7. Gordo
8. Lorea Elvis
9. Al Puerto
10. Ponk
11. La Mancha del Jaguar
12. Cuando Muera
13. Incoherencias
14. Resistiré (Cover de Dúo Dinámico)
15. La Cumbia de Pancho

## Miembros
- Álvaro España - voz
- Víbora - guitarra
- Micky - batería
- Roly Urzua - bajo